# Nathalie Matti
Nathalie Matti é uma atriz francesa.